# Folkungaträdet – Bjälboarvet
Bjälboarvet är en roman från 1907 av den svenske författaren Verner von Heidenstam. Den handlar om striderna mellan Birger jarls söner Valdemar Birgersson och Magnus Ladulås på 1200-talet. Boken ingår i romansviten Folkungaträdet och föregicks 1905 av Folke Filbyter. En tredje planerad roman skulle ha kretsat kring Nyköpings gästabud, men förverkligades aldrig.

## Handling
Valdemar är solskensbarnet som älskas av alla för sin vänlighet och sitt öppna sätt. För honom är livet en fest. Å andra sidan är Magnus, den dunkle "kittelbotaren", mer präglad av sitt finska blod. Han är tystlåten men också en djupare natur. Han bär på något inom sig, är fylld av maktbegär men samtidigt plågad av samvetskval. Allt som står i hans väg måste krossas. Samtidigt lider han själv av sin hårdhet. Denna maktlystna karaktär blir dock mildare och ödmjukare i framgången och slutar som en sann riddare av korset.